# Nu sur nu
 (signalé en mai 2025).
Si vous disposez d'ouvrages ou d'articles de référence ou si vous connaissez des sites web de qualité traitant du thème abordé ici, merci de compléter l'article en donnant les références utiles à sa vérifiabilité et en les liant à la section « Notes et références ».
- Archive Wikiwix
- Bing
- Cairn
- DuckDuckGo
- E. Universalis
- Gallica
- Google
- G. Books
- G. News
- G. Scholar
- Persée
- Qwant
- (zh) Baidu
- (ru) Yandex
- (wd) trouver des œuvres sur Wikidata

Nu sur nu est un tableau du peintre français Marcel Duchamp réalisé en 1910-1911. Cette huile sur panneau de bois représente une femme nue apparaissant verticalement devant le sexe d'un autre corps nu féminin bien plus imposant qui barre la composition horizontalement. Léguée à Médecins sans frontières par les héritiers de l'éditeur d'art Arnold Fawcus, un ami de l'artiste, l'œuvre est classée trésor national de France en 2016, mais elle est néanmoins vendue aux enchères à un acheteur international le 6 juin de cette même année, pour 1,234 million d'euros chez Artcurial.